# Bussea xylocarpa
Bussea xylocarpa là một loài rau đậu thuộc họ Fabaceae.
Loài này chỉ có ở Mozambique.
Chúng hiện đang bị đe dọa vì mất nơi sống.